# Groupe A de la Coupe du monde de football 2022
Navigation
- A
- B
- C
- D
- E
- F
- G
- H

- 1/8e
- 1/4
- 1/2
- Finale

Le groupe A de la Coupe du monde 2022, qui se dispute au Qatar du 20 novembre au 18 décembre 2022, comprend quatre équipes dont les deux premières se qualifient pour les huitièmes de finale de la compétition.
Le tirage au sort est effectué le 1er avril 2022 à Doha.
Le premier de ce groupe affronte le deuxième du Groupe B et le deuxième de ce groupe affronte le premier du Groupe B. Le Qatar affronte l'Équateur en ouverture du tournoi le 20 novembre à 19 heures locales.

## Présentation des équipes
Le groupe du pays organisateur, le Qatar, comprend l'Équateur, le Sénégal et les Pays-Bas qui sont les favoris du groupe. Le Qatar aborde la compétition avec plusieurs années de préparation. L'équipe est la même que celle qui a remporté à la surprise générale la Coupe d'Asie 2019, battant l'Arabie saoudite (2-0), la Corée du Sud (1-0) et le Japon (3-1). Toutefois, les Annabis (les Bordeaux) ont été battus en matches amicaux deux fois par la Serbie (0-4 ; 0-4), deux fois par le Portugal (1-3 ; 0-3), une fois par l'Irlande (0-4) et tenus en échec par le Luxembourg (1-1) et l'Azerbaïdjan (2-2). Selon le site Lucarne Opposée, le Qatar « risque d'imploser » face au défi physique,. L'Équateur fait son retour en Coupe du monde après son absence en 2018. Le sélectionneur Gustavo Alfaro a repris en août 2020 une équipe en reconstruction. Il y introduit de l'impact physique et un jeu de transition. Bien que la Tri dispose de joueurs expérimentés comme Enner Valencia, seize membres de la sélection ont moins de vingt-cinq ans. Le Sénégal de Sadio Mané, joueur africain de l'année en 2019 et 2022, est la seule équipe du groupe à avoir été présente lors de l'édition précédente. Depuis, les Lions ont accédé à la finale de la Coupe d'Afrique des nations 2021, où ils ont battu l'Égypte (0-0, tab 2-4). Les Sénégalais se qualifient pour la Coupe du monde, en battant les Pharaons en barrages (1-0, tab 3-1 ; 0-1). Troisièmes en 2014, les Pays-Bas retrouvent la compétition mondiale après l'avoir manquée en 2018 et figurent comme l'équipe la plus ambitieuse du groupe. Depuis le retour du sélectionneur Louis van Gaal, les Oranje sont invaincus et ont remporté leur groupe de la Ligue des nations, écrasant la Belgique à Bruxelles (4-1),.

## Classement
|   | Équipe   | Pts | J | G | N | P | Bp | Bc | Diff |
| 1 | Pays-Bas | 7   | 3 | 2 | 1 | 0 | 5  | 1  | +4   |
| 2 | Sénégal  | 6   | 3 | 2 | 0 | 1 | 5  | 4  | +1   |
| 3 | Équateur | 4   | 3 | 1 | 1 | 1 | 4  | 3  | +1   |
| 4 | Qatar    | 0   | 3 | 0 | 0 | 3 | 1  | 7  | -6   |

| 1  | 20 novembre 2022 | Qatar    | 0 - 2 | Équateur |
| 2  | 21 novembre 2022 | Sénégal  | 0 - 2 | Pays-Bas |
| 18 | 25 novembre 2022 | Qatar    | 1 - 3 | Sénégal  |
| 19 | 25 novembre 2022 | Pays-Bas | 1 - 1 | Équateur |
| 35 | 29 novembre 2022 | Équateur | 1 - 2 | Sénégal  |
| 36 | 29 novembre 2022 | Pays-Bas | 2 - 0 | Qatar    |

## 1rejournée

### Qatar - Équateur
| Match 1 (match d'ouverture)                                  | Qatar   | 0 - 2   | Équateur                                       | Stade Al-Bayt, Al-Khor                                                              |                                                                                     |
| 20 novembre 2022 · 19:00 (UTC+3) · Historique des rencontres |         | (0 - 2) | 16e (pen.) Valencia · 31e Valencia (Preciado ) | Spectateurs : 67 372 Arbitrage : Daniele Orsato Arbitre vidéo : Massimiliano Irrati | Spectateurs : 67 372 Arbitrage : Daniele Orsato Arbitre vidéo : Massimiliano Irrati |
| 20 novembre 2022 · 19:00 (UTC+3) · Historique des rencontres | Rapport |         |                                                | Spectateurs : 67 372 Arbitrage : Daniele Orsato Arbitre vidéo : Massimiliano Irrati | Spectateurs : 67 372 Arbitrage : Daniele Orsato Arbitre vidéo : Massimiliano Irrati |

| Qatar | Équateur |

| QATAR :           |    |                   |     |     |
|                   |    |                   |     |     |
| Gardien de but    | 01 | Saad Al Sheeb     | 15e |     |
|                   | 03 | Abdelkarim Hassan |     |     |
|                   | 16 | Boualem Khoukhi   |     |     |
|                   | 15 | Bassam Al-Rawi    |     |     |
|                   | 14 | Homam Ahmed       |     |     |
|                   | 06 | Abdulaziz Hatem   |     |     |
|                   | 12 | Karim Boudiaf     | 36e |     |
|                   | 02 | Ró-Ró             |     |     |
|                   | 11 | Akram Afif        | 78e |     |
|                   | 19 | Almoez Ali        | 22e | 72e |
|                   | 10 | Hassan Al Haydos  |     | 72e |
| Remplaçants :     |    |                   |     |     |
|                   | 09 | Mohammed Muntari  |     | 72e |
|                   | 04 | Mohammed Waad     |     | 72e |
| Sélectionneur :   |    |                   |     |     |
| Félix Sánchez Bas |    |                   |     |     |

| ÉQUATEUR :      |    |                      |     |     |
|                 |    |                      |     |     |
| Gardien de but  | 01 | Hernán Galíndez      |     |     |
|                 | 07 | Pervis Estupiñán     |     |     |
|                 | 03 | Piero Hincapié       |     |     |
|                 | 02 | Félix Torres         |     |     |
|                 | 17 | Ángelo Preciado      |     |     |
|                 | 10 | Romario Ibarra       |     | 68e |
|                 | 23 | Moisés Caicedo       | 29e | 90e |
|                 | 20 | Jhegson Méndez       | 56e |     |
|                 | 19 | Gonzalo Plata        |     |     |
|                 | 11 | Michael Estrada (en) |     | 90e |
|                 | 13 | Enner Valencia       |     | 77e |
| Remplaçants :   |    |                      |     |     |
|                 | 16 | Jeremy Sarmiento     |     | 68e |
|                 | 05 | José Cifuentes       |     | 77e |
|                 | 26 | Kevin Rodríguez      |     | 90e |
|                 | 21 | Alan Franco          |     | 90e |
| Sélectionneur : |    |                      |     |     |
| Gustavo Alfaro  |    |                      |     |     |

| Assistants : Ciro Carbone Alessandro Giallatini Quatrième arbitre : István Kovács Assistants arbitre vidéo : Paolo Valeri Tomasz Listkiewicz Benoît Millot Homme du Match : Enner Valencia |

### Sénégal - Pays-Bas
| Match 2                                                      | Sénégal | 0 - 2   | Pays-Bas                              | Stade Al-Thumama, Doha                                                    |                                                                           |
| 21 novembre 2022 · 19:00 (UTC+3) · Historique des rencontres |         | (0 - 0) | 84e Gakpo (de Jong ) · 90+9e Klaassen | Spectateurs : 41 721 Arbitrage : Wilton Sampaio Arbitre vidéo : Juan Soto | Spectateurs : 41 721 Arbitrage : Wilton Sampaio Arbitre vidéo : Juan Soto |
| 21 novembre 2022 · 19:00 (UTC+3) · Historique des rencontres | Rapport |         |                                       | Spectateurs : 41 721 Arbitrage : Wilton Sampaio Arbitre vidéo : Juan Soto | Spectateurs : 41 721 Arbitrage : Wilton Sampaio Arbitre vidéo : Juan Soto |

| Sénégal | Pays-Bas |

| SÉNÉGAL :       |    |                   |       |     |
|                 |    |                   |       |     |
| Gardien de but  | 16 | Édouard Mendy     |       |     |
|                 | 22 | Abdou Diallo      |       | 62e |
|                 | 04 | Pape Abou Cissé   |       |     |
|                 | 03 | Kalidou Koulibaly |       |     |
|                 | 21 | Youssouf Sabaly   |       |     |
|                 | 05 | Idrissa Gueye     | 90+6e |     |
|                 | 08 | Cheikhou Kouyaté  |       | 73e |
|                 | 06 | Nampalys Mendy    | 90+4e |     |
|                 | 18 | Ismaïla Sarr      |       |     |
|                 | 09 | Boulaye Dia       |       | 69e |
|                 | 15 | Krépin Diatta     |       | 74e |
| Remplaçants :   |    |                   |       |     |
|                 | 14 | Ismail Jakobs     |       | 62e |
|                 | 20 | Bamba Dieng       |       | 69e |
|                 | 26 | Pape Gueye        |       | 73e |
|                 | 07 | Nicolas Jackson   |       | 74e |
| Sélectionneur : |    |                   |       |     |
| Aliou Cissé     |    |                   |       |     |

| PAYS-BAS :      |    |                  |     |       |
|                 |    |                  |     |       |
| Gardien de but  | 23 | Andries Noppert  |     |       |
|                 | 17 | Daley Blind      |     |       |
|                 | 05 | Nathan Aké       |     |       |
|                 | 04 | Virgil van Dijk  |     |       |
|                 | 03 | Matthijs de Ligt | 56e |       |
|                 | 22 | Denzel Dumfries  |     |       |
|                 | 21 | Frenkie de Jong  |     |       |
|                 | 08 | Cody Gakpo       |     | 90+4e |
|                 | 11 | Steven Berghuis  |     | 79e   |
|                 | 07 | Steven Bergwijn  |     | 79e   |
|                 | 18 | Vincent Janssen  |     | 62e   |
| Remplaçants :   |    |                  |     |       |
|                 | 10 | Memphis Depay    |     | 62e   |
|                 | 14 | Davy Klaassen    |     | 79e   |
|                 | 20 | Teun Koopmeiners |     | 79e   |
|                 | 15 | Marten de Roon   |     | 90+4e |
| Sélectionneur : |    |                  |     |       |
| Louis van Gaal  |    |                  |     |       |

| Assistants : Bruno Boschilia Bruno Pires Quatrième arbitre : Andrés Matonte Assistants arbitre vidéo : Nicolás Gallo Diego Bonfá Mauro Vigliano Homme du Match : Cody Gakpo |

## 2ejournée

### Qatar - Sénégal
| Match 18                                                     | Qatar                   | 1 - 3   | Sénégal                                                      | Stade Al-Thumama, Doha                                                            |                                                                                   |
| 25 novembre 2022 · 16:00 (UTC+3) · Historique des rencontres | ( Mohammad) Muntari 78e | (0 - 1) | 41e Dia · 48e Diédhiou (Jakobs ) · 84e B. Dieng (I. Ndiaye ) | Spectateurs : 41 797 Arbitrage : Antonio Mateu Lahoz Arbitre vidéo : Drew Fischer | Spectateurs : 41 797 Arbitrage : Antonio Mateu Lahoz Arbitre vidéo : Drew Fischer |
| 25 novembre 2022 · 16:00 (UTC+3) · Historique des rencontres | Rapport                 |         |                                                              | Spectateurs : 41 797 Arbitrage : Antonio Mateu Lahoz Arbitre vidéo : Drew Fischer | Spectateurs : 41 797 Arbitrage : Antonio Mateu Lahoz Arbitre vidéo : Drew Fischer |

| Qatar | Sénégal |

| QATAR :           |    |                   |       |     |
|                   |    |                   |       |     |
| Gardien de but    | 22 | Meshaal Barsham   |       |     |
|                   | 14 | Homam Ahmed       | 45+2e | 83e |
|                   | 03 | Abdelkarim Hassan |       |     |
|                   | 16 | Boualem Khoukhi   |       |     |
|                   | 17 | Ismaeel Mohammad  | 20e   |     |
|                   | 02 | Ró-Ró             |       | 83e |
|                   | 23 | Assim Madibo      | 90+1e |     |
|                   | 12 | Karim Boudiaf     |       | 69e |
|                   | 10 | Hassan Al Haydos  |       | 74e |
|                   | 11 | Akram Afif        |       |     |
|                   | 19 | Almoez Ali        |       |     |
| Remplaçants :     |    |                   |       |     |
|                   | 06 | Abdulaziz Hatem   |       | 69e |
|                   | 09 | Mohammed Muntari  |       | 74e |
|                   | 04 | Mohammed Waad     |       | 83e |
|                   | 05 | Tarek Salman      |       | 83e |
| Sélectionneur :   |    |                   |       |     |
| Félix Sánchez Bas |    |                   |       |     |

| SÉNÉGAL :       |    |                   |     |     |
|                 |    |                   |     |     |
| Gardien de but  | 16 | Édouard Mendy     |     |     |
|                 | 22 | Abdou Diallo      |     |     |
|                 | 14 | Ismail Jakobs     | 52e | 78e |
|                 | 03 | Kalidou Koulibaly |     |     |
|                 | 21 | Youssouf Sabaly   |     |     |
|                 | 06 | Nampalys Mendy    |     | 78e |
|                 | 05 | Idrissa Gueye     |     |     |
|                 | 18 | Ismaïla Sarr      |     | 74e |
|                 | 19 | Famara Diédhiou   |     | 74e |
|                 | 15 | Krépin Diatta     |     | 64e |
|                 | 09 | Boulaye Dia       | 30e |     |
| Remplaçants :   |    |                   |     |     |
|                 | 11 | Pathé Ciss        | 87e | 64e |
|                 | 13 | Iliman Ndiaye     |     | 74e |
|                 | 20 | Bamba Dieng       |     | 74e |
|                 | 04 | Pape Abou Cissé   |     | 78e |
|                 | 17 | Pape Matar Sarr   |     | 78e |
| Sélectionneur : |    |                   |     |     |
| Aliou Cissé     |    |                   |     |     |

| Assistants : Pau Cebrián Devís Roberto Díaz Pérez del Palomar Quatrième arbitre : Kevin Ortega Assistants arbitre vidéo : Fernando Guerrero Nicolás Taran Adil Zourak Homme du Match : Boulaye Dia |

### Pays-Bas - Équateur
| Match 19                                                     | Pays-Bas             | 1 - 1   | Équateur     | Stade international de Khalifa, Doha                                          |                                                                               |
| 25 novembre 2022 · 19:00 (UTC+3) · Historique des rencontres | ( Klaassen) Gakpo 6e | (1 - 0) | 49e Valencia | Spectateurs : 44 833 Arbitrage : Mustapha Ghorbal Arbitre vidéo : Shaun Evans | Spectateurs : 44 833 Arbitrage : Mustapha Ghorbal Arbitre vidéo : Shaun Evans |
| 25 novembre 2022 · 19:00 (UTC+3) · Historique des rencontres | Rapport              |         |              | Spectateurs : 44 833 Arbitrage : Mustapha Ghorbal Arbitre vidéo : Shaun Evans | Spectateurs : 44 833 Arbitrage : Mustapha Ghorbal Arbitre vidéo : Shaun Evans |

| Pays-Bas | Équateur |

| PAYS-BAS :      |    |                  |  |     |
|                 |    |                  |  |     |
| Gardien de but  | 23 | Andries Noppert  |  |     |
|                 | 17 | Daley Blind      |  |     |
|                 | 05 | Nathan Aké       |  |     |
|                 | 04 | Virgil van Dijk  |  |     |
|                 | 02 | Jurriën Timber   |  |     |
|                 | 22 | Denzel Dumfries  |  |     |
|                 | 14 | Davy Klaassen    |  | 69e |
|                 | 21 | Frenkie de Jong  |  |     |
|                 | 20 | Teun Koopmeiners |  | 79e |
|                 | 08 | Cody Gakpo       |  | 79e |
|                 | 07 | Steven Bergwijn  |  | 46e |
| Remplaçants :   |    |                  |  |     |
|                 | 10 | Memphis Depay    |  | 46e |
|                 | 11 | Steven Berghuis  |  | 69e |
|                 | 19 | Wout Weghorst    |  | 79e |
|                 | 15 | Marten de Roon   |  | 79e |
| Sélectionneur : |    |                  |  |     |
| Louis van Gaal  |    |                  |  |     |

| ÉQUATEUR :      |    |                  |     |     |
|                 |    |                  |     |     |
| Gardien de but  | 01 | Hernán Galíndez  |     |     |
|                 | 07 | Pervis Estupiñán |     |     |
|                 | 03 | Piero Hincapié   |     |     |
|                 | 02 | Félix Torres     |     |     |
|                 | 25 | Jackson Porozo   |     |     |
|                 | 17 | Ángelo Preciado  |     |     |
|                 | 11 | Michael Estrada  |     | 74e |
|                 | 23 | Moisés Caicedo   |     |     |
|                 | 20 | Jhegson Méndez   | 57e |     |
|                 | 19 | Gonzalo Plata    |     | 90e |
|                 | 13 | Enner Valencia   |     | 90e |
| Remplaçants :   |    |                  |     |     |
|                 | 16 | Jeremy Sarmiento |     | 74e |
|                 | 10 | Romario Ibarra   |     | 90e |
|                 | 26 | Kevin Rodríguez  |     | 90e |
| Sélectionneur : |    |                  |     |     |
| Gustavo Alfaro  |    |                  |     |     |

| Assistants : Mokrane Gourari Abdelhak Etchiali Quatrième arbitre : Saíd Martínez Assistants arbitre vidéo : Rédouane Jiyed Ashley Beecham Muhammad Taqi Homme du Match : Frenkie de Jong |

## 3ejournée

### Équateur - Sénégal
| Match 35                                                     | Équateur              | 1 - 2   | Sénégal                            | Stade international de Khalifa, Doha                                           |                                                                                |
| 29 novembre 2022 · 18:00 (UTC+3) · Historique des rencontres | ( Torres) Caicedo 68e | (0 - 1) | 44e (pen.) I. Sarr · 70e Koulibaly | Spectateurs : 44 569 Arbitrage : Clément Turpin Arbitre vidéo : Jérôme Brisard | Spectateurs : 44 569 Arbitrage : Clément Turpin Arbitre vidéo : Jérôme Brisard |
| 29 novembre 2022 · 18:00 (UTC+3) · Historique des rencontres | Rapport               |         |                                    | Spectateurs : 44 569 Arbitrage : Clément Turpin Arbitre vidéo : Jérôme Brisard | Spectateurs : 44 569 Arbitrage : Clément Turpin Arbitre vidéo : Jérôme Brisard |

| Équateur | Sénégal |

| ÉQUATEUR :      |    |                  |  |     |
|                 |    |                  |  |     |
| Gardien de but  | 01 | Hernán Galíndez  |  |     |
|                 | 07 | Pervis Estupiñán |  |     |
|                 | 03 | Piero Hincapié   |  |     |
|                 | 02 | Félix Torres     |  |     |
|                 | 17 | Ángelo Preciado  |  | 85e |
|                 | 08 | Carlos Gruezo    |  | 46e |
|                 | 23 | Moisés Caicedo   |  |     |
|                 | 21 | Alan Franco      |  | 46e |
|                 | 13 | Enner Valencia   |  |     |
|                 | 11 | Michael Estrada  |  | 64e |
|                 | 19 | Gonzalo Plata    |  |     |
| Remplaçants :   |    |                  |  |     |
|                 | 05 | José Cifuentes   |  | 46e |
|                 | 16 | Jeremy Sarmiento |  | 46e |
|                 | 24 | Djorkaeff Reasco |  | 64e |
|                 | 25 | Jackson Porozo   |  | 85e |
| Sélectionneur : |    |                  |  |     |
| Gustavo Alfaro  |    |                  |  |     |

| SÉNÉGAL :       |    |                   |     |       |
|                 |    |                   |     |       |
| Gardien de but  | 16 | Édouard Mendy     |     |       |
|                 | 14 | Ismail Jakobs     |     |       |
|                 | 22 | Abdou Diallo      |     |       |
|                 | 03 | Kalidou Koulibaly |     |       |
|                 | 21 | Youssouf Sabaly   |     |       |
|                 | 11 | Pathé Ciss        |     | 74e   |
|                 | 26 | Pape Gueye        |     |       |
|                 | 05 | Idrissa Gueye     | 66e |       |
|                 | 18 | Ismaïla Sarr      |     |       |
|                 | 09 | Boulaye Dia       |     | 90+5e |
|                 | 13 | Iliman Ndiaye     |     | 74e   |
| Remplaçants :   |    |                   |     |       |
|                 | 06 | Nampalys Mendy    |     | 74e   |
|                 | 20 | Bamba Dieng       |     | 74e   |
|                 | 04 | Pape Abou Cissé   |     | 90+5e |
| Sélectionneur : |    |                   |     |       |
| Aliou Cissé     |    |                   |     |       |

| Assistants : Nicolas Danos Cyril Gringore Quatrième arbitre : István Kovács Assistants arbitre vidéo : Benoît Millot Ciro Carbone Drew Fischer Homme du Match : Kalidou Koulibaly |

### Pays-Bas - Qatar
| Match 36                                                     | Pays-Bas                            | 2 - 0   | Qatar | Stade Al-Bayt, Al-Khor                                                         |                                                                                |
| 29 novembre 2022 · 18:00 (UTC+3) · Historique des rencontres | ( Klaassen) Gakpo 26e · de Jong 49e | (1 - 0) |       | Spectateurs : 66 784 Arbitrage : Bakary Gassama Arbitre vidéo : Rédouane Jiyed | Spectateurs : 66 784 Arbitrage : Bakary Gassama Arbitre vidéo : Rédouane Jiyed |
| 29 novembre 2022 · 18:00 (UTC+3) · Historique des rencontres | Rapport                             |         |       | Spectateurs : 66 784 Arbitrage : Bakary Gassama Arbitre vidéo : Rédouane Jiyed | Spectateurs : 66 784 Arbitrage : Bakary Gassama Arbitre vidéo : Rédouane Jiyed |

| Pays-Bas | Qatar |

| PAYS-BAS :      |    |                  |     |     |
|                 |    |                  |     |     |
| Gardien de but  | 23 | Andries Noppert  |     |     |
|                 | 05 | Nathan Aké       | 52e |     |
|                 | 04 | Virgil van Dijk  |     |     |
|                 | 02 | Jurriën Timber   |     |     |
|                 | 17 | Daley Blind      |     |     |
|                 | 21 | Frenkie de Jong  |     | 86e |
|                 | 15 | Marten de Roon   |     | 82e |
|                 | 22 | Denzel Dumfries  |     |     |
|                 | 14 | Davy Klaassen    |     | 66e |
|                 | 10 | Memphis Depay    |     | 66e |
|                 | 08 | Cody Gakpo       |     | 82e |
| Remplaçants :   |    |                  |     |     |
|                 | 11 | Steven Berghuis  |     | 66e |
|                 | 18 | Vincent Janssen  |     | 66e |
|                 | 19 | Wout Weghorst    |     | 82e |
|                 | 20 | Teun Koopmeiners |     | 82e |
|                 | 24 | Kenneth Taylor   |     | 86e |
| Sélectionneur : |    |                  |     |     |
| Louis van Gaal  |    |                  |     |     |

| QATAR :           |    |                   |  |     |
|                   |    |                   |  |     |
| Gardien de but    | 22 | Meshaal Barsham   |  |     |
|                   | 14 | Homam Ahmed       |  |     |
|                   | 03 | Abdelkarim Hassan |  |     |
|                   | 16 | Boualem Khoukhi   |  |     |
|                   | 02 | Ró-Ró             |  |     |
|                   | 17 | Ismaeel Mohammad  |  | 85e |
|                   | 10 | Hassan Al Haydos  |  | 64e |
|                   | 23 | Assim Madibo      |  | 64e |
|                   | 06 | Abdulaziz Hatem   |  | 85e |
|                   | 11 | Akram Afif        |  |     |
|                   | 19 | Almoez Ali        |  | 64e |
| Remplaçants :     |    |                   |  |     |
|                   | 08 | Ali Assadalla     |  | 64e |
|                   | 12 | Karim Boudiaf     |  | 64e |
|                   | 09 | Mohammed Muntari  |  | 64e |
|                   | 13 | Musab Kheder      |  | 85e |
|                   | 07 | Ahmed Alaaeldin   |  | 85e |
| Sélectionneur :   |    |                   |  |     |
| Félix Sánchez Bas |    |                   |  |     |

| Assistants : Elvis Noupue Mahmoud Abouelregal Quatrième arbitre : Ma Ning Assistants arbitre vidéo : Adil Zourak Mokrane Gourari Julio Bascuñán Homme du Match : Davy Klaassen |

## Hommes du match
| Match | Résultats | Résultats | Résultats | Homme du match    |
| ----- | --------- | --------- | --------- | ----------------- |
| 1     | Qatar     | 0 - 2     | Équateur  | Enner Valencia    |
| 2     | Sénégal   | 0 - 2     | Pays-Bas  | Cody Gakpo        |
| 18    | Qatar     | 1 - 3     | Sénégal   | Boulaye Dia       |
| 19    | Pays-Bas  | 1 - 1     | Équateur  | Frenkie de Jong   |
| 35    | Équateur  | 1 - 2     | Sénégal   | Kalidou Koulibaly |
| 36    | Pays-Bas  | 2 - 0     | Qatar     | Davy Klaassen     |

## Liste des buteurs
3 buts
- Enner Valencia (dont 1 pénalty)
- Cody Gakpo

1 but
- Moisés Caicedo
- Frenkie de Jong
- Davy Klaassen
- Mohammed Muntari
- Boulaye Dia
- Famara Diédhiou
- Bamba Dieng
- Kalidou Koulibaly
- Ismaïla Sarr (dont 1 pénalty)

## Liste des passeurs
2 passes décisives
- Davy Klaassen

1 passe décisive
- Ángelo Preciado
- Félix Torres
- Frenkie de Jong
- Ismaeel Mohammad
- Ismail Jakobs
- Iliman Ndiaye